# Lejona
Lejona (em castelhano) ou Leioa  (em basco) é um município da Espanha na província da Biscaia, comunidade autónoma do País Basco. Faz parte da comarca de Grande Bilbau e e área metropolitana de Bilbau. Tem 8,52 km² de área e em 2021 tinha 32 188 habitantes (densidade: 3 777,9 hab./km²).
É em Lejona que se situa o principal campus da Universidade do País Basco.

## Etimologia
O nome de Leioa parece provir do antropônimo latino Laelius, 'possuidor de terras' ou talvez de uma vila que daria lugar posteriormente à povoação. Em castelhano antigo era conhecida como Lexona, tornado após a evolução fonética (século XVII) em Lejona (assim como Xerez -> Jerez).
Outra possível origem deste topônimo é a palavra basca leihoa, que significa 'janela'. E chamar-se-ia assim, porque dele se via o mar, e por isso diziam que era uma "janela para o mar".
Outra possível origem do nome seria "legio,legionis" do latim, fazendo referência a um possível assentamento romano na zona.

## História
Desde as suas origens, em 1526, Leioa foi um município de casarios dispersos dedicados à pecuária e o cultivo da terra. Com a chegada da industrialização no final do século XIX, começa uma nova era: novos espaços são criados para a edificação de habitações, a indústria, o lazer... Porém, a grande mudança ocorre nos anos 1960 com a implantação de importantes empresas que elevam o nível de vida de uma população crescente.

## Economia
Conta com indústria do aço, química, mecânica, alimentar e do vidro.
Neste município encontra-se situado o campus principal (incluída a sede do Reitorado) da Universidade do País Basco. As faculdades que aqui se situam são a Faculdade de Medicina e Odontologia, Faculdade de Ciência e Tecnologia, Faculdade de Belas Artes, Faculdade de Ciências Sociais e da Informação, Escola Universitária de Relações Laborais, Escola Universitária de Enfermaria, Escola de Hotelaria de Leioa. Possui a unidade de Biofísica do CSIC e o maior poliesportivo universitário de todo o País Basco

## Bairros
- Peruri, Zuazu, Sarriena, Santsoena e Lertuche.
- Tellería, Basáñez, Artazagane, Negurigane e Aldekoane.
- Artaza, Elejalde, Ikea Mendi, Udondo, Mendibile e Santimami.
- Pinueta, Lamiaco (atualmente em profunda remodelação), Los Chopos, Ondiz, Txorierri, Aketxe e Ibaiondo (Santa Ana).

## Política
Resultados das eleições municipais de 2011:
| Partido Político | Número de votos | % de votos | Edis |
| ---------------- | --------------- | ---------- | ---- |
| PNV              | 5 502           | 38,64%     | 9    |
| Bildu            | 2 462           | 17,29 %    | 4    |
| PSE-EE—PSOE      | 2.402           | 16,87%     | 4    |
| PP               | 2.129           | 14,95%     | 3    |
| EB-B             | 810             | 5,69%      | 1    |
| TOTAL            | 23 794          | 100%       | 21   |